# Státní cena Klementa Gottwalda

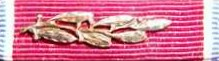
Stužka

Státní cena Klementa Gottwalda (do roku 1955 jen státní cena) bylo státní vyznamenání udělované v komunistickém Československu prezidentem za výjimečný tvůrčí přínos na poli vědy, techniky nebo umění. Státní cena mohla být udělena jak jednotlivci, tak skupině. Ceny byly udělovány 9. května za počiny minulého roku. Oceněný získal čestný titul laureát státní ceny Klementa Gottwalda, právo nosit odznak ceny (rudá stužka s bílým a modrým lemováním a vavřínovou snítkou) a jistý finanční obnos.

## Historie
Státní ceny byly zřízeny roku 1950 a jméno prvního komunistického prezidenta Klementa Gottwalda dostaly v roce 1955. Zrušeny byly v roce 1990.

## Skupiny státních cen
Státní cena mohla být udělena v jedné ze tří skupin:
1. díla, výkony nebo objevy v oborech společenských a přírodních věd, matematiky, lékařství nebo techniky,
2. vynikající vynálezy a zdokonalení výrobního procesu, nové metody apod.,
3. díla nebo výkony v oboru literatury, výtvarného umění, divadla, hudby, kinematografie nebo užité grafiky.